# Grupo de Etnografia e Folclore da Academia de Coimbra
O Grupo de Etnografia e Folclore da Academia de Coimbra (GEFAC) foi fundado como Organismo Autónomo da Associação Académica de Coimbra em 1966. O GEFAC tem propósito de recolher, analisar e interpretar as manifestações culturais, individuais e colectivas, das populações rurais nas suas diversas vertentes: cantares, música instrumental, danças, teatro, usos e costumes.
Desde a sua fundação, actividade do grupo tem-se assim desdobrado em diversas vertentes, das quais se destacam a recolha e pesquisa, a formação e divulgação e a concepção de espectáculos originais.
Actualmente, o GEFAC conta com espectáculos de Tocata e Cantata, Danças e Teatro.

## Biografia
O Grupo de Etnografia e Folclore da Academia de Coimbra foi fundado em 1966.
O trabalho de recolha desenvolvido pelo GEFAC foi um das bases para a orientação tomada pela Brigada Victor Jara, em meados da década de 1970, valorizando e divulgando da música tradicional de proveniência rural.
Em 2011, a peça Bicho Gente e Outros Quebrantos do GEFAC venceu o "Prémio FATAL do Público", patrocinado pelo Instituto Português da Juventude (IPJ), na 12.ª edição do Festival Anual de Teatro Académico de Lisboa (FATAL). Este prémio estava destinado a premiar o espetáculo que obteve a mais alta classificação dos espetadores do festival.
Entre as personalidades que foram membros do GEFAC podemos encontrar nomes como Rui Pato (violista e compositor), Raquel Freire (cineasta), Amadeu Magalhães (multi-instrumentista)  ou Nuno Camarneiro (Prémio LeYa de Literatura 2012),
Em 2016, o GEFAC foi distinguido com a "Medalha a Universidade de Lisboa" sendo a forma encontrada pela Universidade de Lisboa para reconhecer o trabalho que o grupo tem desenvolvido nos seus 50 anos na promoção da cultura popular.
Ao longo do meio século de existência do grupo, o GEFAC já apresentou mais de 800 espectáculos musicais e teatrais, quer no País, quer no estrangeiro.

## Discografia

### Participações
- Traz os Montes de Né Ladeiras (CD,  EMI, 1994)[8]
- Novas Vos Trago com Brigada Victor Jara (Compilação, CD, Tradisom, 1998)[9]